# 秋田県道51号湯沢栗駒公園線
秋田県道51号湯沢栗駒公園線（あきたけんどう51ごう ゆざわくりこまこうえんせん）は、秋田県湯沢市を通る県道（主要地方道）である。愛称はこまち湯っくりロード。

## 概要
国道13号須川交差点から栗駒国定公園へ通じる路線である。起点からJR東日本 奥羽本線を越えると、すぐに東北中央自動車道の須川ICに接続する。ここから南東方向、高松川沿いを上流まで並行し、湯沢市高松で秋田県道310号秋ノ宮小安温泉線と合流する。
2011年11月2日には湯沢市高松字天矢場-下新田間の「黒滝大橋」640メートルが供用開始し、大型車の通行が容易になった。
県道310号の交点から国道398号交点・終点までは県道310号重複区間で、大型車が通行できず、また冬期間通行止めになる。

### 路線データ
- 総延長 : 25.443 km[4]
- 実延長 : 25.443 km[4]
- 起点 : 秋田県湯沢市相川字須川62番3（須川交差点、国道13号交点）[5]
- 終点 : 秋田県湯沢市皆瀬字長塚長根3番2[5]・現 秋田県湯沢市皆瀬字小田[6]（国道398号交点）
- 指定経由地：栗駒国定公園
- 未供用区間 : なし[4]

## 歴史
- 1983年（昭和58年）1月11日 - 秋田県道に認定される[5]。
- 1993年（平成5年）5月11日 - 建設省から、県道湯沢栗駒公園線が湯沢栗駒公園線として主要地方道に指定される[7]。
- 2011年（平成23年）11月2日 - 湯沢市高松字天矢場13番1地先から字下新田山1番1地先まで（黒滝大橋）が供用開始[3]。

## 路線状況

### 重複区間
- 秋田県道310号秋ノ宮小安温泉線（湯沢市皆瀬字水上沢・交点 - 湯沢市皆瀬字長塚長根、終点）

### 冬期閉鎖区間
- 区間 : 湯沢市皆瀬字水上沢 - 湯沢市皆瀬字小田[6]
  - 期日 : 11月中旬 - 4月下旬[8]

### 交通不能区間
- なし[9]
- 大型車は冬期閉鎖区間を通年通行できない。

### 道路施設
- 黒滝大橋[2]

## 地理

### 交差する道路
| 施設名     | 接続路線名                                                     | 備考                             | 所在地                                                    |
| ---------- | -------------------------------------------------------------- | -------------------------------- | --------------------------------------------------------- |
| 須川交差点 | 国道13号 （=国道344号 重複） （=秋田県道311号羽後雄勝線 重複） | 起点                             | 湯沢市相川字須川                                          |
| 須川IC     | 東北中央自動車道（湯沢横手道路、国道13号）                     |                                  | 湯沢市相川字座又北緯39度5分23.2秒 東経140度29分2.3秒      |
|            | 秋田県道307号稲庭高松線                                        | 県道307号終点                    | 湯沢市高松字八乙女北緯39度3分54.56秒 東経140度31分42.79秒 |
| 黒滝大橋BR | -                                                              | 640 m                            | 湯沢市高松                                                |
|            | 秋田県道310号秋ノ宮小安温泉線                                  |                                  | 湯沢市皆瀬字水上沢北緯39度0分28.6秒 東経140度37分31.6秒   |
|            | 国道398号 （=秋田県道323号小安温泉椿川線 重複）                | 終点 県道323号起点 県道310号終点 | 湯沢市皆瀬字長塚長根                                      |

### 沿線の施設など
- こまち農業協同組合湯沢南支店
- 湯沢市立須川中学校
- 高松川
- 田螺沼
- 桁倉沼
- こけ沼
- 川原毛大湯滝
- 旧・秋田いこいの村